# Orodara
Orodara – miasto w zachodniej części Burkiny Faso. Jest stolicą prowincji Kénédougou.